# Корветтен-капітан
Корветтен-капітан (нім. Korvettenkapitän, KKpt) — військове звання старшого офіцерського складу Військово-морських сил Німеччини різних часів (Імператорські військово-морські сили Німеччини, Рейхсмаріне, Крігсмаріне, Фольксмаріне та Бундесвер).
Звання корветтен-капітана розташовується за старшинством між військовими званнями капітан-лейтенанта та фрегаттен-капітана.